# Villingadalsfjall
Villingadalsfjall är ett berg på ön Viðoy på Färöarna. Berget har en högsta topp på 841 meter. Berget är Färöarnas tredje högsta berg.